# Natação no Campeonato Europeu de Esportes Aquáticos de 2021 - 4x100 m livre masculino
A prova do revezamento 4x100 metros livre masculino da natação no Campeonato Europeu de Esportes Aquáticos de 2021 ocorreu no dia 17 de maio na Arena Danúbio, em Budapeste na Hungria. 

## Calendário
| Fase          | Data       | Hora  |
| ------------- | ---------- | ----- |
| Eliminatórias | 17 de maio | 11:48 |
| Final         | 17 de maio | 19:09 |

Todos os horários estão no horário local (UTC+1)

## Recordes
Antes desta competição, os recordes eram os seguintes:
|                       | Nacionalidade  | Tempo   | Local  | Data                 |
| --------------------- | -------------- | ------- | ------ | -------------------- |
| Recorde mundial       | Estados Unidos | 3:08.24 | Pequim | 11 de agosto de 2008 |
| Recorde europeu       | França         | 3:08.32 | Pequim | 11 de agosto de 2008 |
| Recorde do campeonato | França         | 3:11.64 | Berlim | 18 de agosto de 2014 |

Os seguintes novos recordes foram estabelecidos durante esta competição. 
| Data       | Prova | Nadadores                                                                                               | Nacionalidade | Tempo   | Recordes              |
| ---------- | ----- | --- | ------------- | ------- | --------------------- |
| 17 de maio | Final | Andrey Minakov (48.18) Aleksandr Shchegolev (47.64) Vladislav Grinev (47.49) Kliment Kolesnikov (47.10) | Rússia        | 3:10.41 | Recorde do campeonato |

## Medalhistas
| Ouro | Prata | Bronze                                                                                           |
| Rússia · Andrey Minakov · Aleksandr Shchegolev · Vladislav Grinev · Kliment Kolesnikov · Andrey Zhilkin* · Mikhail Vekovishchev* · Ivan Girev* · Evgeny Rylov* | Reino Unido · Thomas Dean · Matthew Richards · James Guy · Duncan Scott · Jacob Whittle* · Joe Litchfield* | Itália · Alessandro Miressi · Lorenzo Zazzeri · Thomas Ceccon · Manuel Frigo · Leonardo Deplano* |

*Atletas que competiram apenas nas eliminatórias e receberam medalhas

## Resultados

### Eliminatórias
Esses foram os resultados das eliminatórias. 
| Pos. | Bateria | Raia | Nacionalidade | Nadadores                                                                                                | Tempo   | Notas            |
| ---- | ------- | ---- | ------------- | --- | ------- | ---------------- |
| 1    | 2       | 6    | Itália        | Alessandro Miressi (47.95) Manuel Frigo (48.05) Leonardo Deplano (48.87) Lorenzo Zazzeri (47.98)         | 3:12.85 | Q                |
| 2    | 2       | 7    | Sérvia        | Velimir Stjepanović (49.25) Uroš Nikolić (48.68) Andrej Barna (47.74) Nikola Aćin (48.24)                | 3:13.91 | Q,               |
| 3    | 2       | 2    | Reino Unido   | Matthew Richards (49.12) James Guy (48.15) Jacob Whittle (48.43) Joe Litchfield (48.59)                  | 3:14.29 | Q                |
| 4    | 2       | 4    | Rússia        | Andrey Zhilkin (48.93) Mikhail Vekovishchev (48.42) Ivan Girev (48.54) Evgeny Rylov (48.61)              | 3:14.50 | Q                |
| 5    | 3       | 6    | Suíça         | Roman Mityukov (48.21) Nils Liess (49.02) Noè Ponti (48.70) Antonio Djakovic (48.79)                     | 3:14.72 | Q,               |
| 6    | 3       | 5    | Países Baixos | Nyls Korstanje (48.88) Stan Pijnenburg (48.01) Thom de Boer (49.00) Jesse Puts (48.91)                   | 3:14.80 | Q                |
| 7    | 2       | 0    | Grécia        | Apostolos Christou (48.65 ) Kristian Golomeev (48.46) Odysseus Meladinis (49.56) Andreas Vazaios (48.49) | 3:15.16 | Q                |
| 8    | 3       | 8    | Hungria       | Dominik Kozma (49.49) Péter Holoda (48.90) Szebasztián Szabó (48.84) Richárd Bohus (48.38)               | 3:15.61 | Q                |
| 9    | 1       | 5    | Suécia        | Robin Hanson (48.93) Björn Seeliger (48.37) Isak Eliasson (48.57) Elias Persson (49.96)                  | 3:15.83 |                  |
| 10   | 2       | 3    | Polónia       | Konrad Czerniak (49.30) Bartosz Piszczorowicz (48.88) Kacper Stokowski (49.16) Kacper Majchrzak (48.78)  | 3:16.12 |                  |
| 11   | 3       | 3    | Bélgica       | Alexandre Marcourt (49.58) Jasper Aerents (49.03) Thomas Thijs (49.04) Sebastien De Meulemeester (48.97) | 3:16.62 |                  |
| 12   | 3       | 1    | Irlanda       | Jack McMillan (49.12) Jordan Sloan (49.20) Shane Ryan (49.02) Max McCusker (49.54)                       | 3:16.88 | Recorde nacional |
| 13   | 3       | 7    | Israel        | Tomer Frankel (49.85) Amir Cheruti (49.18) Denis Loktev (49.56) Gal Cohen Groumi (49.23)                 | 3:17.82 | Recorde nacional |
| 14   | 3       | 2    | Ucrânia       | Valentyn Nesterkin (49.79) Sergii Shevtsov (48.18) Illya Linnyk (50.04) Artem Bondar (50.03)             | 3:18.04 | Recorde nacional |
| 15   | 1       | 3    | Turquia       | Yalım Acımış (50.07) Ümitcan Güreş (50.10) Baturalp Ünlü (49.33) Doğa Çelik (49.91)                      | 3:19.41 |                  |
| 16   | 3       | 4    | Lituânia      | Deividas Margevičius (50.35) Simonas Bilis (48.71) Daniil Pancerevas (50.52) Jokūbas Keblys (50.13)      | 3:19.71 |                  |
| 17   | 2       | 1    | Noruega       | Markus Lie (50.06) Niksa Stojkovski (49.65) Nicholas Lia (49.01) Jon Jøntvedt (51.68)                    | 3:20.40 | Recorde nacional |
| 18   | 1       | 4    | Luxemburgo    | Max Mannes (50.98) Raphaël Stacchiotti (51.43) Pit Brandenburger (50.07) Ralph Daleiden (49.14)          | 3:21.62 | Recorde nacional |
| 19   | 2       | 5    | Eslováquia    | Ádám Halás (51.76) Matej Duša (49.64) Jakub Poliačik (52.17) Alex Kušík (52.42)                          | 3:25.99 | Recorde nacional |
| 20   | 3       | 0    | Portugal      | Miguel Nascimento (49.66) Diogo Carvalho (51.62) Alexis Santos (53.87) Francisco Santos (53.37)          | 3:28.52 |                  |
| 21   | 2       | 8    | Kosovo        | Olt Kondirolli (55.84) Vigan Bytyqi (55.26) Dren Ukimeraj (57.74) Arti Krasniqi (52.92)                  | 3:41.76 |                  |

### Final
Esse foi o resultado da final. 
| Pos.              | Raia | Nacionalidade | Nadadores                                                                                                | Tempo   | Notas                 |
| ----------------- | ---- | ------------- | --- | ------- | --------------------- |
| Medalha de ouro   | 6    | Rússia        | Andrey Minakov (48.18) Aleksandr Shchegolev (47.64) Vladislav Grinev (47.49) Kliment Kolesnikov (47.10)  | 3:10.41 | Recorde do campeonato |
| Medalha de prata  | 3    | Reino Unido   | Thomas Dean (48.32) Matthew Richards (48.13) James Guy (47.92) Duncan Scott (47.19)                      | 3:11.56 | Recorde nacional      |
| Medalha de bronze | 4    | Itália        | Alessandro Miressi (47.74 {[NR}}) Lorenzo Zazzeri (48.30) Thomas Ceccon (47.98) Manuel Frigo (47.85)     | 3:11.87 |                       |
| 4                 | 8    | Hungria       | Nándor Németh (48.41) Szebasztián Szabó (48.25) Richárd Bohus (48.34) Kristóf Milák (47.50)              | 3:12.50 |                       |
| 5                 | 1    | Grécia        | Apostolos Christou (48.39 ) Kristian Golomeev (47.77) Odysseus Meladinis (49.09) Andreas Vazaios (48.14) | 3:13.39 | Recorde nacional      |
| 6                 | 2    | Suíça         | Roman Mityukov (48.20) Nils Liess (48.53) Noè Ponti (48.57) Antonio Djakovic (48.11)                     | 3:13.41 | Recorde nacional      |
| 7                 | 5    | Sérvia        | Velimir Stjepanović (48.72) Uroš Nikolić (49.14) Andrej Barna (47.15) Nikola Aćin (48.72)                | 3:13.73 | Recorde nacional      |
| 8                 | 7    | Países Baixos | Nyls Korstanje (48.86) Stan Pijnenburg (47.79) Thom de Boer (49.03) Jesse Puts (48.11)                   | 3:13.79 | Recorde nacional      |

Legenda
| Recorde mundial       | Recorde mundial (World record)               |                       | Recorde africano                      | Recorde africano (African) |                                           | Q | Classificado por posição (Qualified) |
| Recorde do campeonato | Recorde do campeonato (Championship record)  | Recorde da América    | Recorde da América (Americas)         | q                          | Classificado por melhor tempo (Qualified) |   |                                      |
| Melhor marca do ano   | Melhor marca do ano (World leading)          | Recorde asiático      | Recorde asiático (Asian)              | DNS                        | Não largou (Did not start)                |   |                                      |
| Recorde nacional      | Recorde nacional (National record)           | Recorde europeu       | Recorde europeu (European)            | DNF                        | Não terminou (Did not finish)             |   |                                      |
| Recorde pessoal       | Recorde pessoal do atleta (Personal best)    | Recorde da Oceania    | Recorde da Oceania (Oceania)          | DSQ / DQ                   | Desclassificado (Disqualified)            |   |                                      |
| Recorde da temporada  | Recorde da temporada do atleta (Season best) | Recorde sul-americano | Recorde sul-americano (South America) | NM                         | Sem marca (No mark)                       |   |                                      |